# Giuseppe Codacci Pisanelli

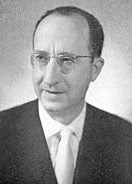
Giuseppe Codacci Pisanelli

Giuseppe Codacci Pisanelli (* 28. März 1913 in Rom; † 2. Februar 1988) war ein italienischer Politiker der Democrazia Cristiana (DC), der unter anderem Verteidigungsminister war.

## Leben

### Abgeordneter
Pisanelli absolvierte nach dem Schulbesuch ein Studium der Rechts- und Politikwissenschaften und war später als Universitätsdozent tätig.
Am 25. Juni 1946 wurde er als Vertreter der Democrazia Cristiana Mitglied der Verfassunggebende Versammlung (Assemblea Costituente), der er bis zum 31. März 1948 angehörte. Während dieser Zeit war er Mitglied des Verfassungsausschusses (Commissione per la Costituzione).
Danach erfolgte am 8. Mai 1948 seine Wahl zum Mitglied der Abgeordnetenkammer (Camera dei deputati), in der er von der ersten bis zum Ende der vierten Legislaturperiode am 4. Juni 1968 die Interessen der DC vertrat. Während seiner Parlamentszugehörigkeit war er zunächst unter anderem zwischen Juni 1948 und Juni 1958 Mitglied des Verteidigungsausschusses (Commissione Difesa), Januar 1950 bis Juli 1951 des Ausschusses für Auswärtige Beziehungen, Außenwirtschaft und Kolonien (Commissione Rapporti con l’Estero, compresi gli Economici, Colonie) und von Juli 1951 bis Juni 1953 Mitglied des Ausschusses für Inneres, Politik und Verwaltung, Kultur, Veranstaltungen, Sport und Buchdruck (Commissione Affari Interni, Ordinamento politico e amministrativo, Affari di Culto, Spettacoli, Attività Sportive, Stampa) sowie mehrerer Sonderausschüsse und Ad-hoc-Gremien.

### Verteidigungsminister und Minister ohne Geschäftsbereich
Am 16. Juli 1953 wurde Pisanelli von Ministerpräsident Alcide De Gasperi zum Verteidigungsminister (Ministro della Difesa) in dessen achtes Kabinett berufen, dem er knapp einen Monat bis zum 17. August 1953 angehörte.
Später war er in der zweiten Legislaturperiode von März 1954 bis Juni 1958 erneut Mitglied des Ausschusses für Auswärtige Beziehungen, Außenwirtschaft und Kolonien und fungierte zwischen Dezember 1954 und Mai 1963 als stellvertretender Vorsitzender der DC-Fraktion.
Während der dritten Legislaturperiode war Pisanelli zwischen Juni 1958 und September 1960 Vize-Vorsitzender des Ausschusses für Auswärtige Beziehungen und Einwanderung (Commissione Affari Esteri, Emigrazione) und blieb danach bis Juni 1961 Mitglied dieses Ausschusses.
Ministerpräsident Amintore Fanfani berief ihn am 26. Juli 1960 zum Minister ohne Geschäftsbereich (Ministro senza Portafoglio) in dessen dritte Regierung. Dieses Ministeramt, in dem er für die Beziehungen zum Parlament zuständig war, übte er auch im darauf folgenden vierten Kabinett bis zum 21. Februar 1962 aus.
Daneben war er von Juli 1960 bis Mai 1963 Mitglied des Ausschusses für Angelegenheiten des Ministerpräsidenten, Inneres, Kultur und Öffentlichkeitsarbeit (Commissione Affari della Presidenza del Consiglio, Affari Interni e di Culto, Enti Pubblici). Im Anschluss war er während der vierten Wahlperiode zwischen Juli 1963 und Januar 1965 erst Mitglied des Verteidigungsausschusses und danach abermals von Januar 1965 bis Juni 1968 des Ausschusses für Auswärtige Beziehungen und Einwanderung.
Nachdem er während der fünften Legislaturperiode kein Abgeordnetenmandat bekleidete, war er während der sechsten Wahlperiode vom 25. Mai 1972 bis zum 4. Juli 1976 erneut Mitglied der Abgeordnetenkammer als Vertreter der DC. Während dieser Periode gehörte Pisanelli als Mitglied dem Ausschuss für Verfassungsangelegenheiten, Staatliche Organisation, Regionen und allgemeine Angelegenheiten des öffentlichen Dienstes (Commissione Affari Costituzionali, Organizzazione dello Stato, Regioni, Disciplina Generale del Rapporto di Pubblico Impiego) an.